# Świnki (województwo lubelskie)
Świnki – wieś w Polsce położona w województwie lubelskim, w powiecie janowskim, w gminie Modliborzyce.

## Krótki opis
W latach 1975−1998 miejscowość położona była w województwie tarnobrzeskim. Według Narodowego Spisu Powszechnego (III 2011 r.) liczyła 10 mieszkańców i była najmniejszą miejscowością gminy Modliborzyce. Miejscowa ludność wyznania katolickiego przynależy do Parafii św. Stanisława w Modliborzycach.

## Historia
Wieś powstała w lasach należących do dóbr modliborskich. Pierwsze wzmianki na jej temat pochodzą z roku 1826. Osadnicy, wywodzący się głównie znad Sanu, otrzymali do wykarczowania kawałek lasu. Początkowo płacili czynsz, ale z powodu ciągłego zalegania w opłatach zostali zmuszeni do odrabiania pańszczyzny. W 1846 r. Świnki (wraz ze Świniami), liczyły 7 gospodarstw. W 1921 r. wieś tworzona była przez 10 domów i zamieszkana przez 71 mieszkańców. W październiku 1942 r. Świnki zostały zbombardowane, w wyniku czego spłonęło 9 gospodarstw.